# Nannaria morrisoni
Nannaria morrisoni är en mångfotingart som beskrevs av Hoffman 1948. Nannaria morrisoni ingår i släktet Nannaria och familjen Xystodesmidae. Inga underarter finns listade i Catalogue of Life.